# Стридор
Стридор (лат. stridor — шипение, свист; син. стридорозное дыхание) — свистящее шумное дыхание, обусловленное турбулентным воздушным потоком в дыхательных путях. Является важным симптомом значительной обструкции гортани или трахеи, которая может быть обусловлена попаданием в их просвет инородного тела (как правило, пищи или мелких предметов), опухолью или другими состояниями, угрожающими жизни. Важнейшие характеристики стридора — высота, громкость и фаза дыхания, в которую он происходит.

## Этиология
Стридор может развиваться при следующих состояниях:
- врождённые аномалии развития дыхательных путей — 87 % случаев стридора у новорождённых и детей
- инородные тела (вследствие вдыхания пищевого болюса и т. п.)
- опухоли (плоскоклеточный рак гортани, трахеи или пищевода)
- инфекции (эпиглотит, паратонзиилярный и заглоточный абсцесс / дифтерийный, тубёркулёзный,сифилитичёский круп, папилломатоз гортани)
- постравматическая энцефалопатия, арахноидит, бульбарный/псевдобульбарный синдром
- отёк дыхательных путей неинфекционной природы (токсический, аллергический)
- подсвязочный стеноз (вследствие продолжительной интубации и др.)
- подсвязочная гемангиома (редко)
- сосудистые кольца, сдавливающие трахею
- тиреоидиты, опухоли щитовидной и вилочковой железы
- тетания
- паралич голосовой складки
- трахеомаляция или трахеобронхомаляция (наиболее частая причина стридора, возникающего непосредственно после рождения)
- ларингоспазмы (вследствие парадоксального движения на вдохе голосовых складок)

## Диагностика
Для уточнения причины и уровня обструкции проводится сбор анамнеза и физикальный осмотр.
Высота стридора и связь его с фазами дыхания позволяет определить локализацию обструкции дыхательных путей.
Стридор высокого звучания обусловлен сужением просвета гортани на уровне голосовых складок, низкого — выше голосовых складок (гортаноглотка, верхний отдел гортани). Средняя высота стридора более характерна для обструкции ниже голосовых складок.
Инспираторный стридор (стридор на вдохе) характерен для обструкции выше голосовых складок, экспираторный (стридор на выдохе) — для обструкции ниже голосовых складок. Двухфазный стридор наблюдается при обструкции на уровне голосовых складок или подсвязочного отдела гортани.
После физикального осмотра по показаниям проводится рентгенография шеи и грудной клетки, бронхоскопия, КТ и/или МРТ, позволяющие определить характер структурных изменений дыхательных путей.

## Лечение
Лечение стридора проводится в рамках лечения вызвавшего его заболевания, чаще всего требует неотложного вмешательства. Целью симптоматического лечения является восстановление проходимости дыхательных путей (в зависимости от причины — удаление инородного тела, противоотёчная терапия и т. д., при необходимости — трахеостомия, интубация трахеи).